# Claopodium rugulosifolium
Claopodium rugulosifolium là một loài rêu trong họ Thuidiaceae. Loài này được S.Y. Zeng mô tả khoa học đầu tiên năm 1981.